# Квејкер Сити (Охајо)
Квејкер Сити (енгл. Quaker City) град је у америчкој савезној држави Охајо.

## Демографија
По попису из 2010. године број становника је 502, што је 61 (-10,8%) становника мање него 2000. године.
| Група             | 2000.       | 2010.       |
| Белци             | 559 (99,3%) | 493 (98,2%) |
| Афроамериканци    | 1 (0,2%)    | 0 (0,0%)    |
| Азијати           | 0 (0,0%)    | 2 (0,4%)    |
| Хиспаноамериканци | 2 (0,4%)    | 4 (0,8%)    |
| Укупно            | 563         | 502         |